# Antoinette Gallemaers
Antoinette Martine Gallemaers (Brussel, 21 februari 1898 - Etterbeek, 3 oktober 1961) was een Belgische atlete, die gespecialiseerd was in de sprint. Ze behaalde tien Belgische titels. Ze speelde ook voetbal.

## Biografie
Gallemaers behaalde in 1922 met een Belgisch record de Belgische titel op de 300 m. Twee jaar later deed ze hetzelfde op de 250 m. Tussen 1925 en 1927 behaalde ze telkens de titel op de 80 m als de 250 m. De laatste titel op de 80 m ook met een Belgisch record. In 1928 en 1931 werd ze Belgisch kampioene op de 200 m.

### Voetbal
In 1928 werd Gallemaers met Atalante kampioen van België.

### Clubs
Gallemaers was voor atletiek eerst aangesloten bij Brussels Femina Club. Daarna richtte ze Atalante op. Die club was ook actief in het voetbal en het basketbal. Ze werd voorzitster van deze club.

## Belgische kampioenschappen

### atletiek
| Onderdeel | Jaar                   |
| --------- | ---------------------- |
| 80 m      | 1925, 1926, 1927       |
| 200 m     | 1928, 1931             |
| 250 m     | 1924, 1925, 1926, 1927 |
| 300 m     | 1922                   |

### voetbal
- 1928: Belgisch kampioene met Atalante

## Persoonlijke records
| Onderdeel | Prestatie      | Datum        | Plaats     |
| --------- | -------------- | ------------ | ---------- |
| 80 m      | 10,4 s (ex-NR) | 21 juli 1927 | Ukkel      |
| 250 m     | 36,8 s (ex-NR) | 13 juli 1924 | Schaarbeek |

## Palmares

### 80 m
- 1924:  BK AC
- 1925:  BK AC – 11,0 s
- 1926:  BK AC – 11,2 s
- 1927:  BK AC – 10,4 s (NR)

### 100 m
- 1928:  BK AC
- 1933:  BK AC

### 200 m
- 1928:  BK AC – 29,6 s
- 1931:  BK AC – 28,2 s

### 250 m
- 1924:  BK AC – 36,8 s
- 1925:  BK AC – 37,4 s
- 1926:  BK AC – 36,8 s
- 1927:  BK AC – 39,0 s

### 300 m
- 1922:  BK AC – 48,0 s (NR)
- 1923:  BK AC